# Sympodomma incertum
Sympodomma incertum är en kräftdjursart som beskrevs av Hale 1949. Sympodomma incertum ingår i släktet Sympodomma och familjen Bodotriidae. Inga underarter finns listade i Catalogue of Life.